# الاعتراف القانوني بالعلاقات المثلية في كمبوديا
لا يتم الاعتراف حاليا بزواج المثليين أو الاتحادات المدنية في كمبوديا، ولكنها تعترف بشكل محدود من أشكال الاعتراف («إعلان العلاقة الأسرية»)، والذي لا يتوفر إلا في 50 بلدية فقط منذ مايو 2018. حصل زواج المثليين على الدعم من العديد من الشخصيات الهامة والمنظمات الحكومية، بما في ذلك الملك الحالي نورودوم سيهاموني، والملك السابق نورودوم سيهانوك، ووزارة الداخلية، ووزارة شؤون المرأة والعديد من المشرعين والأحزاب السياسية.
يحظر دستور كمبوديا وقوانينها زواج المثليين من خلال تعريف الزواج على أنه اتحاد بين «زوج واحد وزوجة واحدة».

## الشراكات

القوانين المتعلقة بالمثلية الجنسية في آسيا
المثلية الجنسية قانونية
زواج المثليين
توفر شكل آخر من أشكال الاعتراف القانوني
مساكنة غير مسجلة
الاعتراف بزواج المثليين المنعقد في الخارج فقط، دون الاعتراف بعقده في الداخل
لا اعتراف
قيود على حرية التعبير
المثلية الجنسية غير قانونية
قانون لايتم تطبيقه، أو قانون غير واضح
عقوبة سجنية
السجن المؤبد
عقوبة الإعدام

قامت «راينبو كوميونيتي كامبوتشيا» (بالإنجليزية: Rainbow Community Kampuchea)‏ بمساعدة السلطات المحلية، بإنشاء برنامج تسجيل علاقات رسمي يسمى «إعلان العلاقة الأسرية». وفقًا للمنظمة، «يعد إعلان العلاقة الأسرية عقدًا مدنيًا بين شخصين على استعداد للالتقاء ومشاركة المسؤولية في رعاية الأسرة والأطفال وتوزيع الأصول المشتركة، كما يفعل الزوجان القانونيان». بحلول مايو 2018، تم تقديم العقد المدني إلى 50 بلدية في 15 مقاطعة، ووقع 21 من الشركاء المثليين على هذه العقود.

## زواج المثليين
في سبتمبر 1993، قامت الجمعية التأسيسية لكمبوديا، وهي هيئة خاصة منتخبة في عام 1993، بصياغة دستور لكمبوديا. عرّف هذا الدستور الزواج بأنه اتحاد بين رجل واحد وامرأة واحدة. في عام 2007، تم تعديل القانون المدني من خلال تعريف الزواج على أنه اتحاد بين «زوج واحد» و «زوجة واحدة». تم تعديل الحكم في الدستور المتعلق بالزواج بالمثل في عام 2011 ونصه كما يلي:
تنص المادة 3 من قانون الزواج والأسرة، الذي سُن في 17 يوليو 1989، على ما يلي: «الزواج عقد رسمي بين رجل وامرأة بروح من الحب وفقًا لقانون أحكام القانون وعلى أساس أنهم لا يستطيعون إلغاءه كما يحلو لهم».

### حالة الزواج الواحدة
هناك حالة واحدة مسجلة من الناحية القانونية لزواج المثليين في كمبوديا. تزوج خاف سوخا وبوم إيث في 12 مارس 1995، في قرية كرو باو آش كوك، في مقاطعة الواقعة بمحافظة كندال. قال سوخا خلال مقابلة مع صحيفة «البنوم بنه بوست»: «ظنت السلطات أنه كان شيئاً غريباً ولكنهم وافقوا على التغاضي لأنه عندي بالأصل ثلاثة أطفال (من زواج سابق). قالوا أنه في حال كان كِلانا عازبين ودون أطفال فما كانوا سمحوا لنا بالزواج لأننا لما استطعنا انجاب أطفال». وهكذا ففي هذه الحالة حصل زواج الرجلين على الاعتراف الكامل بموافقة رسمية من السلطات ولم يواجه زواجهما مشكلة تذكر. وبالعكس فقد كان زواج خاف سوخا وبوم إث حدثاً شعبياً على مستوى قريتهما حيث حضر احتفال زفافهما 250 شخص وكان من بين الحضور رهبان بوذيون ومسؤولون رفيعو المستوى من سلطات المحافظة.
في فبراير 2018، حاول زوجان مثليان أحدهما كمبودي والآخر فرنسي الزواج في بلدة كراتي. منعت الشرطة حفل الزفاف من الحدوث واعتقلت الزوجين.

### دعم الشخصيات العامة
بعد مشاهدة زواج المثليين في سان فرانسيسكو عام 2004، عبر ملك كمبوديا السابق نورودوم سيهانوك عن دعمه لتقنينه في كمبوديا. كما عبر الملك الحالي نورودوم سيهاموني عن دعمه لزواج المثليين.
في أعقاب سن دستور نيبال في سبتمبر 2015، أبدت العديد من المنظمات الحكومية والمتحدثين الرسميين تعليقات إيجابية حول زواج المثليين و/ أوالشراكات المثلية. أعلنت وزارة الداخلية عن إمكانية الدفع من أجل تقنين زواج المثليين. أدرجت وزارة شؤون المرأة الحقوق في علاقات المثليين في خطة العمل الوطنية الثانية لمنع العنف ضد المرأة 2014-2018. أعرب المتحدث باسم مجلس الوزراء فاي سيفان عن دعمه لمجتمع الميم وقال «المجتمع الكمبودي لا يميز ضد مجتمع الميم. فقط بعض الأفراد يفعلون ذلك. لا توجد قوانين كمبودية تميز ضدهم، ولا شيء يحظر عليهم حب بعضهم البعض أو أن يتزوجوا رمزيا». كما أعربت الحكومة الكمبودية عن رد فعل مرحب به على دستور نيبال، قائلة إن هناك إمكانية لإقرار زواج المثليين كقانون.
في مايو 2017، في اجتماع مائدة مستديرة حول حقوق المثليين، أعلن حزب الإنقاذ الوطني الكمبودي أنه سيجري استفتاء حول مسألة زواج المثليين جنسياً إذا تم انتخابه. قال حزب الخمير الوطني المتحد إنهم سيدرسون تشريع زواج المثليين إذا فازوا في انتخابات 2018. تشمل الأحزاب الأخرى التي أعلنت دعمها لزواج المثليين «الجبهة الوطنية المتحدة من أجل كمبوديا مستقلة ومحايدة ومسالمة ومتعاونة»، وحزب رابطة الديمقراطية وحزب الديمقراطية الشعبية. ومع ذلك، مع عدم وجود معارضة ذات مصداقية، اعتُبرت الانتخابات إجراءً شكليًا ورُفضت باعتبارها انتخابات مزيفة من قبل المجتمع الدولي، مع عدم وجود مقاعد فاز بها أي من هذه الأحزاب. أسفرت هذه الانتخابات عن فوز ساحق متوقع على نطاق واسع لحزب الشعب الكمبودي الحاكم، الذي فاز بجميع المقاعد ال125 في الجمعية الوطنية. قال الحزب الحاكم والفائز في الانتخابات، حزب الشعب الكمبودي، إنه ليس لديه أي خطط لتشريع زواج المثليين، لكنه سيدرس الأمر إذا تم تقديم طلب رسمي.
بعد فترة وجيزة من حكم المحكمة الدستورية التايوانية بأن حظر زواج المثليين غير دستوري، دعت 43 جماعة من منظمات المجتمع المدني ونقابات العمال الحكومة إلى تشريع زواج المثليين في كمبوديا.
في عام 2019، أصدر المركز الكمبودي لحقوق الإنسان تقريراً أظهر أن التمييز ضد الشركاء المثليين قد انخفض، لكنهم ما زالوا يفتقرون إلى الحماية القانونية الرئيسية، وخاصة زواج المثليين وحقوق التبني الكاملة. ينص التقرير على أن «80% من» أسر قوس قزح «تعتقد أن التمييز سوف ينخفض إذا سُمح لها قانونًا بالزواج من شركائهم. باستثناء المثليين من مؤسسة الزواج يتم استبعادهم من أحد أسس المجتمع الكمبودي.» ورداً على ذلك، قال المتحدث باسم الحكومة فاي سيفان إنه حتى الآن، دعمت الحكومة الشركاء المثليين وسهّلت لهم الملكية المشتركة للممتلكات وبعض التفضيلات القانونية. ومع ذلك، فإن تعديل القانون يجب أن يتماشى مع تقاليد وعادات الخمير، «يعد تنظيم بلدنا أمرًا جديدًا وفقًا للقانون الذي يعمل على حماية المجتمع... لذلك يجب على المجتمع المدني تحقيق هدفه ورغباته في حث الحكومة الكمبودية على إصدار قانون لحماية [هؤلاء]. وينبغي أن تشمل هذه الجهود الأحكام المطلوبة وكيفية إقناع المسؤولين القانونيين بالاعتراف بالموضوع والمشاركة فيه».

### موقف الحكومة
في فبراير 2019، قال رئيس الوزراء هون سين إن البلاد ليست مستعدة بعد لتشريع زواج المثليين، ومع ذلك، قال إن الحكومة لن تعاقب الشركاء المثليين ولا تميز ضد مجتمع الميم.

### الاستعراض الدوري الشامل 2019
في 30 يناير 2019، خلال الاستعراض الدوري الشامل الثالث للبلاد، الذي عقدته لجنة الأمم المتحدة لحقوق الإنسان، أوصت كل من آيسلندا، وهولندا وكندا كمبوديا بتشريع زواج المثليين.
في 5 يوليو 2019، قبلت الحكومة الكمبودية هذه التوصيات.

### الاحصائيات
قدّر تقرير عام 2016 أن هناك حوالي 1.4 مليون من الشركاء المثليين في كمبوديا.
وفقًا لتقرير صادر عن كامآسيان يوثز فيوتير، وهي مجموعة تعمل أيضًا على تعزيز حقوق المثليين، هناك حوالي 6,000 من الشركاء المثليين في كمبوديا.
في عام 2019، وفقًا للحكومة، يوجد في البلاد أكثر من 33,000 شخص من المثليين، من بينهم حوالي 5,000 من الشركاء المثليين الذين يعيشون معًا.

## الرأي العام
في عام 2015، أجرت شركة تي ان اس كمبوديا دراسة استقصائية ركزت على الآراء والمواقف تجاه المثليين في كمبوديا. كانت العينة 1563 شخص، من 10 مقاطعات مختلفة. تم تحديد 1,085 منهن على أنهم مغايرون و 478 تم تحديدهم على أنها من مجتمع الميم. يعيش 60% في المناطق الريفية، 24% في المناطق الحضرية و 16% في منطقة بنوم بنه شبه الحضرية.
كان الدعم لزواج المثليين 38% بين الأشخاص المغايرين، بينما عارض 42% و 20% كانوا محايدين. من بين الاشخاص من مجتمع الميم، أعرب 94% عن تأييدهم لزواج المثليين: من 96% بين النساء المتحولات جنسياً إلى 89% بين الرجال المثليين. عبر 3% من مجتمع الميم عن معارضتهم.
في المجموع، كان 55% يؤيدون زواج المثليين، في حين عارضه 30% وكان 15% محايدين. كانت الأسباب الأكثر شيوعًا للموافقة هي «حقوق الإنسان» و «إنها في طبيعتهم [الأشخاص من مجتمع الميم»، في حين أشار المعارضون إلى كونه «ضد القيم والتقاليد الخميرية» و «ضد الطبيعة الإنسانية» باعتبارها أكثر الأسباب شيوعًا للاعتراض.